# Sanzeno
Pour les articles homonymes, voir San Zeno.
Sanzeno est une commune italienne d'environ 900 habitants située dans la province autonome de Trente dans la région du Trentin-Haut-Adige dans le nord-est de l'Italie.

## Géographie

### Hameaux
Casez, Banco, Piano

### Communes limitrophes
Les communes limitrophes sont Cles, Dambel, Novella, Romallo, Romeno, Ville d'Anaunia et Predaia.

## Histoire
Des recherches archéologiques ont montré que Sanzeno était un lieu habité du temps des Rhètes, au second âge du fer - d'où la dénomination de la culture de Fritzens-Sanzeno. En 2003, un musée consacré aux Rhètes a été ouvert à Sanzeno.

## Administration
| Période           | Période           | Identité              | Étiquette     | Qualité |
| ----------------- | ----------------- | --------------------- | ------------- | ------- |
| 2000/2005/2010    | 10 mai 2015       | Marcello Bonadiman    | liste civique |         |
| 11 mai 2015       | 21 septembre 2020 | Paolo Pellizzari      | liste civique |         |
| 22 septembre 2020 | En cours          | Martin Slaifer Ziller | liste civique |         |

## Galerie

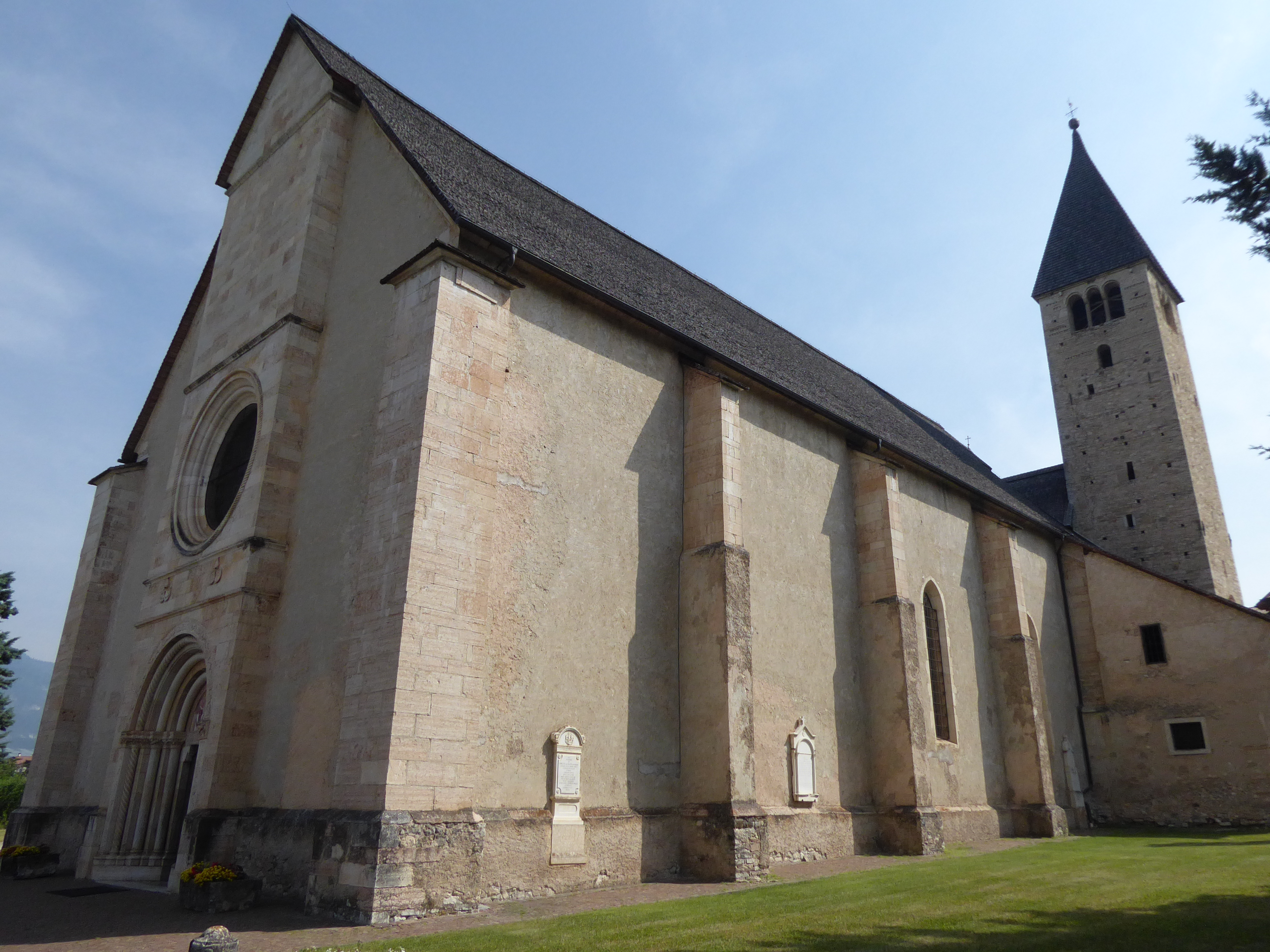
L'église des Saints-Sisinnius-Martyre-et-Alexandre, patrons de la commune.
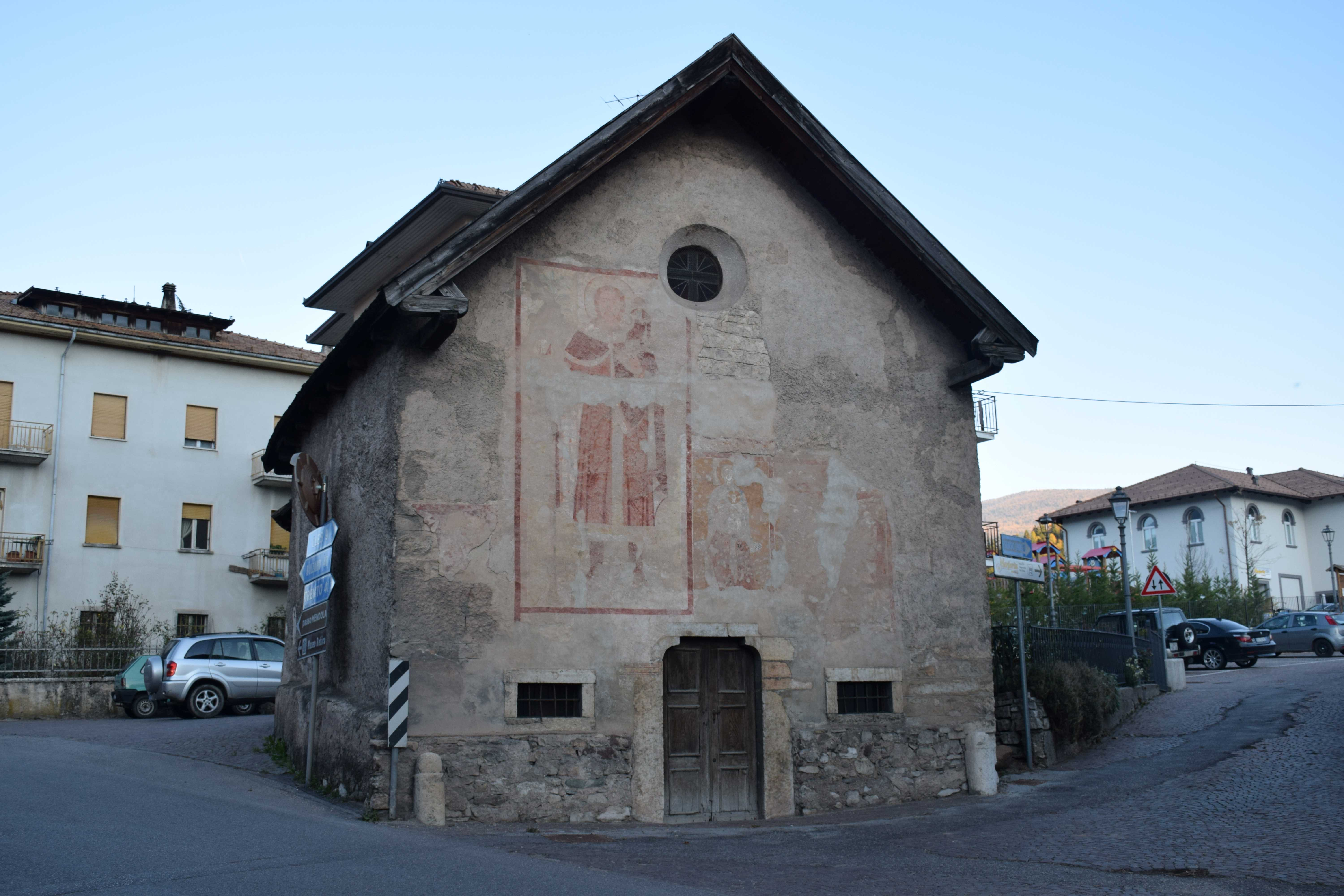
L'église Saint-Alexandre.
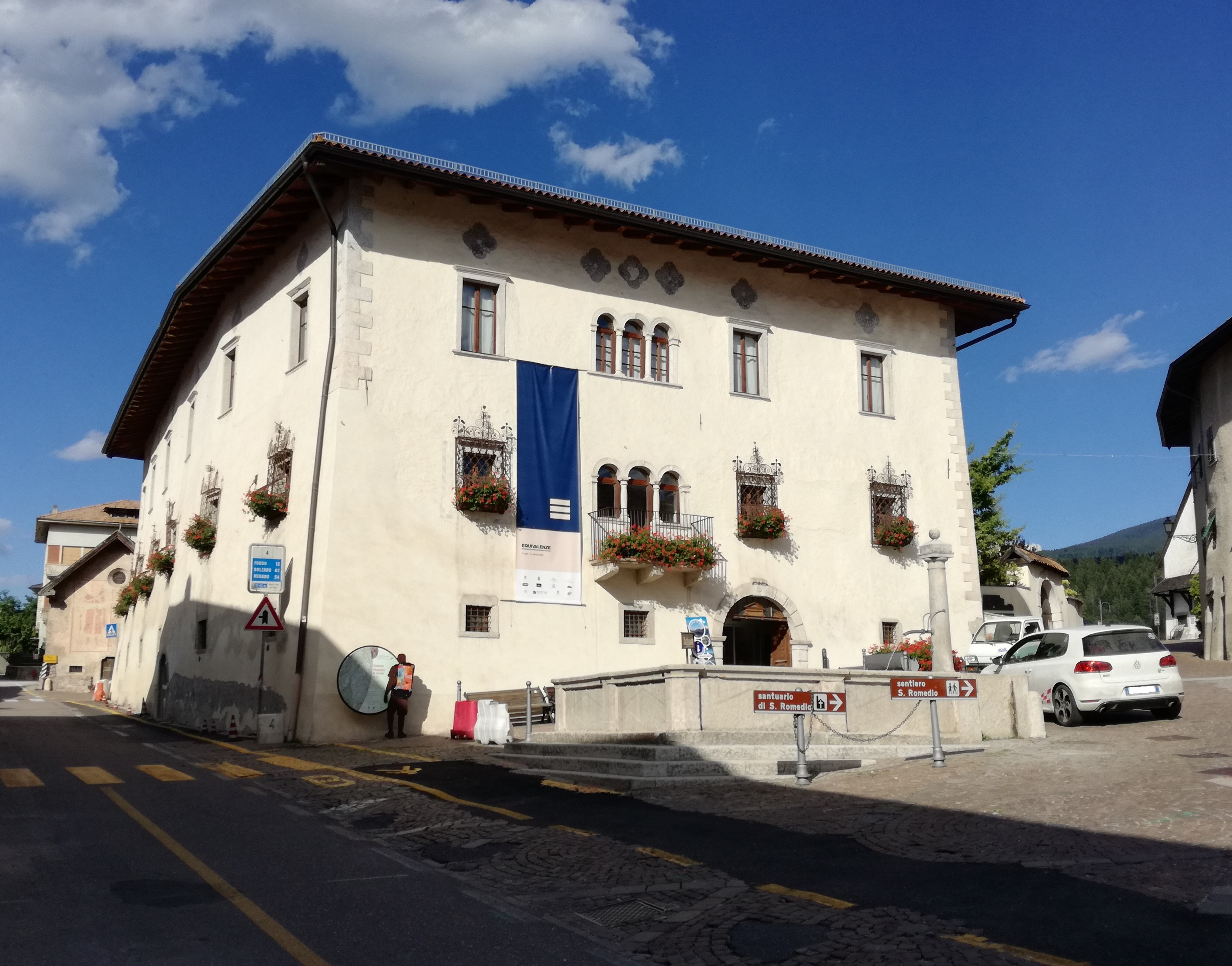
Le centre culturel Casa de Gentili d'Anaunia.
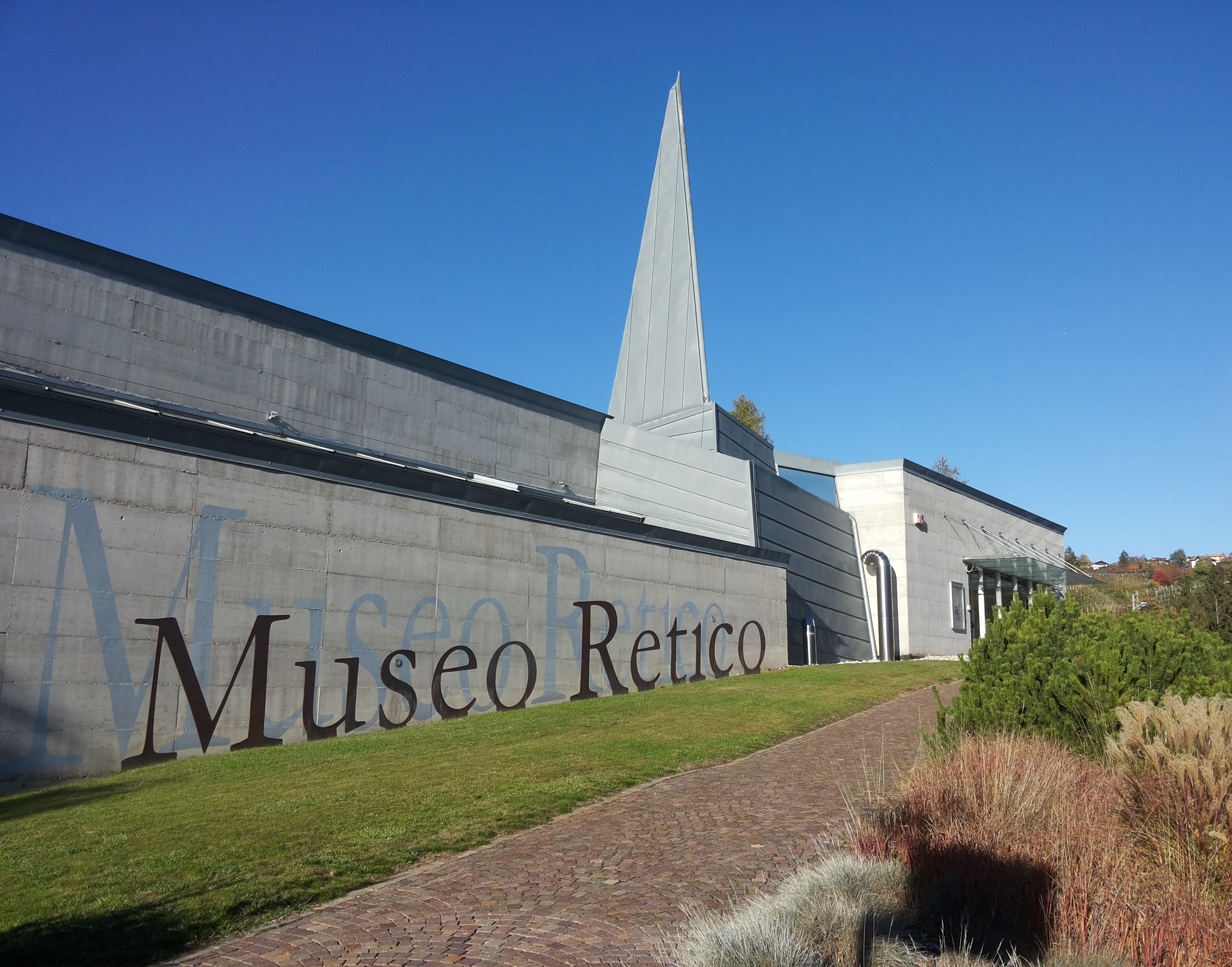
Le musée rhétique.